# Міністерство внутрішніх справ Хорватії
Міністерство внутрішніх справ Республіки Хорватії, МВС РХ (хорв. Ministarstvo unutarnjih poslova Republike Hrvatske, MUP RH) — орган державної влади Республіки Хорватії, основним завданням якого є захист конституційного порядку Республіки Хорватія, охорона життя її громадян та їхнього майна. Роботу міністерства очолює міністр внутрішніх справ. Нині посаду міністра обіймає Давор Божинович. Головною складовою частиною МВС Хорватії є Хорватська поліція.

## Роль
Міністерство внутрішніх справ виконує адміністративні та інші завдання, пов'язані з наведеним нижче:
- Правоохоронна і оперативно-розшукова діяльність, яка включає захист життя і особистої безпеки людей і майна та запобігання злочинам і розкриття їх (поліційна діяльність);
- Відстеження і схоплення осіб, винних у кримінальних злочинах та передання їх компетентним органам;
- Підтримання громадського порядку і захист конкретних осіб, громадян, споруд і приміщень;
- Проведення технічних досліджень злочинності та експертний аналіз;
- Безпека дорожнього руху (дорожня поліція);
- Прикордонна охорона;
- Переміщення і перебування чужоземців та їхній облік;
- Проїзні документи для перетину державного кордону;
- Охорона правопорядку під час громадських зібрань;
- Справи громадянства;
- Видача посвідчення особи та реєстрація за місцем проживання і місцем перебування;
- Видача водійських прав і реєстрація транспортних засобів;
- Закупівля, зберігання та носіння зброї і боєприпасів;
- Вибухові пристрої і речовини;
- Захист конституційного ладу;
- Завдання спеціальних поліційних сил і контроль над силовими структурами.

Міністерство також відповідає за ведення обліку та статистики, що стосуються внутрішніх справ, інформаційної системи внутрішніх справ та освіти і підготовки співробітників міністерства.

## Організація
- Кабінет міністра (Kabinet ministra)
- Головне управління поліції (Ravnateljstvo policije)
- Управління з матеріально-фінансових питань (Uprava za materijalno financijske poslove)
- Управління розвитку, оснащення та підтримки (Uprava za razvoj, opremanje i potporu)
- Управління з правових питань і кадрів (Uprava za pravne poslove i ljudske potencijale)
- Управління з адміністративно-інспекційних питань (Uprava za upravne i inspekcijske poslove)
- Управління європейської інтеграції та міжнародних відносин (Uprava za europske integracije i međunarodne odnose)
- Управління з особливих питань безпеки(Uprava za posebne poslove sigurnosti)

### Головне управління поліції
Головне управління поліції відає діяльністю поліції, керує двадцятьма місцевими управліннями за географічним принципом, a на національному рівні організовано таким чином:

## Управління поліції
- Відділ громадського порядку
- Управління поліції швидкого реагування
- Відділ забезпечення безпеки дорожнього руху
- Відділ знешкодження вибухових речовин

### Управління кримінальної поліції
- Відділ загальної злочинності
- Відділ боротьби з тероризмом та воєнними злочинами
- Відділ боротьби з організованою злочинністю
- Відділ боротьби з економічними злочинами і корупцією
- Відділ боротьби з незаконним обігом наркотиків
- Відділ карного розшуку
- Відділ аналізу кримінальної розвідки
- Група захисту
- Відділ міжнародного співробітництва правоохоронних органів

### Прикордонна поліція
- Відділ сусідніх країн
- Відділ охорони державного кордону
- Відділ поліції морських і повітряних портів
- Відділ незаконної міграції
- Центр підготовки кінологів і службових собак
- Приймальний центр для іноземців
- Мобільний підрозділ для статичного прикордонного контролю

Крім того, існують такі підрозділи:
- Центр оперативного зв'язку поліції
- Судово-медичний центр
- Поліційна академія

## Міністри внутрішніх справ
Список міністрів внутрішніх справ Республіки Хорватії:
| Міністр            | Обійняв посаду   | Залишив посаду    | Строк повноважень            |
| ------------------ | ---------------- | ----------------- | ---------------------------- |
| Йосип Больковац    | 30 травня 1990   | 2 липня 1991      | 1 рік, 1 місяць i 2 дні      |
| Онесін Цвітан      | 2 липня 1991     | 17 липня 1991     | 15 днів                      |
| Іван Векич         | 31 липня 1991 р. | 15 квітня 1992 р. | 8 місяців i 29 днів          |
| Іван Ярняк         | 15 квітня 1992   | 16 грудня 1996    | 4 роки, 8 місяців i 1 день   |
| Іван Пенич         | 16 грудня 1996   | 27 січня 2000     | 3 роки, 1 місяць i 11 днів   |
| Шіме Лучин         | 27 січня 2000    | 23 грудня 2003    | 3 роки, 10 місяців i 26 днів |
| Мар'ян Млинарич    | 23 грудня 2003   | 17 лютого 2005    | 1 рік, 1 місяць i 25 днів    |
| Івіца Кірін        | 17 лютого 2005   | 2 січня 2008      | 2 роки, 10 місяців i 16 днів |
| Берислав Рончевич  | 12 січня 2008    | 10 жовтня 2008    | 8 місяців i 30 днів          |
| Томіслав Карамарко | 10 жовтня 2008   | 23 грудня 2011    | 3 роки 2 місяці і 13 днів    |
| Ранко Остоїч       | 23 грудня 2011   | 22 січня 2016     | 1 491 днів                   |
| Влахо Орепич       | 22 січня 2016    | 27 квітня 2017    | 462 дні                      |
| Давор Божинович    | 9 червня 2017    | донині            |                              |